# Élections législatives de 1958 dans le Puy-de-Dôme
Les élections législatives françaises de 1958 se déroulent les 23 et 30 novembre 1958. Dans le département du Puy-de-Dôme, cinq députés sont à élire dans le cadre de cinq circonscriptions. 

## Élus
| Circonscription | Député élu               | Parti | Parti |
| --------------- | ------------------------ | ----- | ----- |
| 1re             | Marcel Clermontel        |       | UNR   |
| 2e              | Valéry Giscard d'Estaing |       | CNIP  |
| 3e              | Paul Godonnèche          |       | CNIP  |
| 4e              | Raymond Joyon            |       | CNIP  |
| 5e              | Joseph Dixmier           |       | CNIP  |

## Système électoral
Pour la première fois depuis 1936, les élections législatives ont lieu au scrutin uninominal majoritaire à deux tours dans des circonscriptions uninominales.
Est élu au premier tour le candidat qui réunit la majorité absolue des suffrages exprimés et un nombre de voix au moins égal au quart (25 %) des électeurs inscrits dans la circonscription. Si aucun des candidats ne satisfait ces conditions, un second tour est organisé entre les candidats ayant réuni un nombre de voix au moins égal à 5 % des suffrages exprimés. Au second tour, le candidat arrivé en tête est déclaré élu.
Le seuil de qualification, basé sur un pourcentage relativement faible des suffrages exprimés, tend à faciliter l'accès au second tour de plus de deux candidats. Les candidats en lice au second tour peuvent ainsi fréquemment être trois, un cas de figure appelé « triangulaire ». Lorsque quatre candidats s'affrontent au second tour, on parle de « quadrangulaire ».

## Résultats

### Résultats à l'échelle du département
| Parti          | Parti                                            | Premier tour | Premier tour | Second tour | Second tour | Sièges |
| Parti          | Parti                                            | Voix         | %            | Voix        | %           | Sièges |
| -------------- | ------------------------------------------------ | ------------ | ------------ | ----------- | ----------- | ------ |
|                | Centre national des indépendants et paysans      | 63 834       | 29,55        | 64 704      | 36,99       | 4      |
|                | Union pour la nouvelle République                | 22 094       | 10,23        | 22 890      | 13,09       | 1      |
|                | Droite parlementaire                             | 85 928       | 39,78        | 87 594      | 50,07       | 5      |
|                |                                                  |              |              |             |             |        |
|                | Section française de l'Internationale ouvrière   | 58 312       | 27,00        | 63 023      | 36,03       | 0      |
|                | Parti communiste français                        | 32 470       | 15,03        | 24 316      | 13,90       | 0      |
|                | Parti républicain, radical et radical-socialiste | 14 699       | 6,80         | Retrait     | Retrait     | 0      |
|                | Union et fraternité française                    | 13 595       | 6,29         | Retrait     | Retrait     | 0      |
|                | Mouvement républicain populaire                  | 7 277        | 3,37         | Retrait     | Retrait     | 0      |
|                | Centre républicain                               | 3 723        | 1,72         | Retrait     | Retrait     | 0      |
|                |                                                  |              |              |             |             |        |
| Inscrits       | Inscrits                                         | 314 959      | 100,00       | 251 431     | 100,00      | 5      |
| Abstentions    | Abstentions                                      | 94 605       | 30,04        | 73 748      | 29,33       |        |
| Votants        | Votants                                          | 220 354      | 69,96        | 177 683     | 70,67       |        |
| Blancs et nuls | Blancs et nuls                                   | 4 350        | 1,97         | 2 750       | 1,55        |        |
| Exprimés       | Exprimés                                         | 216 004      | 98,03        | 174 933     | 98,45       |        |

### Résultats par circonscription

#### Première circonscription (Clermont-Ferrand Plaine)
| Candidat       | Candidat              | Parti          | Premier tour | Premier tour | Second tour | Second tour |  |
| Candidat       | Candidat              | Parti          | Voix         | %            | Voix        | %           |  |
| -------------- | --------------------- | -------------- | ------------ | ------------ | ----------- | ----------- |  |
|                | Marcel Clermontel élu | UNR            | 18 288       | 38,09        | 22 890      | 47,78       |  |
|                | Ambroise Brugière     | SFIO           | 13 796       | 28,73        | 16 193      | 33,8        |  |
|                | Pierre Besset         | PCF            | 9 819        | 20,45        | 8 828       | 18,43       |  |
|                | Joseph Gardet         | Radsoc         | 4 957        | 10,32        | Retrait     | Retrait     |  |
|                | Lucien Cellier        | UFF            | 1 156        | 2,41         |             |             |  |
|                |                       |                |              |              |             |             |  |
| Inscrits       | Inscrits              | Inscrits       | 67 726       | 100,00       | 67 728      | 100,00      |  |
| Abstentions    | Abstentions           | Abstentions    | 18 870       | 27,86        | 19 283      | 28,47       |  |
| Votants        | Votants               | Votants        | 48 856       | 72,14        | 48 445      | 71,53       |  |
| Blancs et nuls | Blancs et nuls        | Blancs et nuls | 840          | 1,72         | 534         | 1,1         |  |
| Exprimés       | Exprimés              | Exprimés       | 48 016       | 98,28        | 47 911      | 98,9        |  |

#### Deuxième circonscription (Clermont-Ferrand Montagne)
|                | Valéry Giscard d'Estaing élu | CNIP           | 25 067 | 55,44  |  |  |  |
|                | Charles Rauzier              | SFIO           | 10 759 | 23,8   |  |  |  |
|                | Jean Loiseau                 | PCF            | 6 118  | 13,53  |  |  |  |
|                | Jean Damasio                 | UFF            | 3 268  | 7,23   |  |  |  |
|                |                              |                |        |        |  |  |  |
| Inscrits       | Inscrits                     | Inscrits       | 63 594 | 100,00 |  |  |  |
| Abstentions    | Abstentions                  | Abstentions    | 17 325 | 27,24  |  |  |  |
| Votants        | Votants                      | Votants        | 46 269 | 72,76  |  |  |  |
| Blancs et nuls | Blancs et nuls               | Blancs et nuls | 1 057  | 2,28   |  |  |  |
| Exprimés       | Exprimés                     | Exprimés       | 45 212 | 97,72  |  |  |  |

#### Troisième circonscription (Issoire)
| Candidat       | Candidat            | Parti          | Premier tour | Premier tour | Second tour | Second tour |  |
| Candidat       | Candidat            | Parti          | Voix         | %            | Voix        | %           |  |
| -------------- | ------------------- | -------------- | ------------ | ------------ | ----------- | ----------- |  |
|                | Paul Godonnèche élu | CNIP           | 14 118       | 41,26        | 19 519      | 55,79       |  |
|                | Roger Fournier      | SFIO           | 10 574       | 30,9         | 11 657      | 33,32       |  |
|                | Pierre Bot          | PCF            | 4 253        | 12,43        | 3 811       | 10,89       |  |
|                | Pierre Soisson      | CR             | 3 723        | 10,88        | Retrait     | Retrait     |  |
|                | Pierre Reveret      | UFF            | 1 552        | 4,54         |             |             |  |
|                |                     |                |              |              |             |             |  |
| Inscrits       | Inscrits            | Inscrits       | 49 462       | 100,00       | 49 526      | 100,00      |  |
| Abstentions    | Abstentions         | Abstentions    | 14 650       | 29,62        | 14 069      | 28,41       |  |
| Votants        | Votants             | Votants        | 34 812       | 70,38        | 35 457      | 71,59       |  |
| Blancs et nuls | Blancs et nuls      | Blancs et nuls | 592          | 1,7          | 470         | 1,33        |  |
| Exprimés       | Exprimés            | Exprimés       | 34 220       | 98,3         | 34 987      | 98,67       |  |

#### Quatrième circonscription (Thiers - Ambert)
| Candidat       | Candidat          | Parti          | Premier tour | Premier tour | Second tour | Second tour |  |
| Candidat       | Candidat          | Parti          | Voix         | %            | Voix        | %           |  |
| -------------- | ----------------- | -------------- | ------------ | ------------ | ----------- | ----------- |  |
|                | Raymond Joyon élu | CNIP           | 15 602       | 36,02        | 23 900      | 51,17       |  |
|                | Fernand Sauzedde  | SFIO           | 14 779       | 34,12        | 18 493      | 39,59       |  |
|                | Jean Chaduc       | PCF            | 5 235        | 12,09        | 4 314       | 9,24        |  |
|                | Antonin Paulin    | diss. UFF      | 4 579        | 10,57        | Retrait     | Retrait     |  |
|                | Louis Duvert      | Radsoc         | 1 773        | 4,09         |             |             |  |
|                | Albert Barnérias  | UFF            | 1 344        | 3,10         |             |             |  |
|                |                   |                |              |              |             |             |  |
| Inscrits       | Inscrits          | Inscrits       | 66 779       | 100,00       | 66 773      | 100,00      |  |
| Abstentions    | Abstentions       | Abstentions    | 22 409       | 33,56        | 19 323      | 28,94       |  |
| Votants        | Votants           | Votants        | 44 370       | 66,44        | 47 450      | 71,06       |  |
| Blancs et nuls | Blancs et nuls    | Blancs et nuls | 1 058        | 2,38         | 743         | 1,57        |  |
| Exprimés       | Exprimés          | Exprimés       | 43 312       | 97,62        | 46 707      | 98,43       |  |

#### Cinquième circonscription (Riom)
| Candidat       | Candidat             | Parti          | Premier tour | Premier tour | Second tour | Second tour |  |
| Candidat       | Candidat             | Parti          | Voix         | %            | Voix        | %           |  |
| -------------- | -------------------- | -------------- | ------------ | ------------ | ----------- | ----------- |  |
|                | Joseph Dixmier élu   | CNIP           | 9 047        | 20           | 21 285      | 46,96       |  |
|                | Camille Vacant       | SFIO           | 8 404        | 18,57        | 16 680      | 36,8        |  |
|                | André Michel         | Radsoc         | 7 969        | 17,61        | Retrait     | Retrait     |  |
|                | Léon Bernet-Rollande | MRP            | 7 277        | 16,08        | Retrait     | Retrait     |  |
|                | Eugène Fourvel       | PCF            | 7 045        | 15,57        | 7 363       | 16,24       |  |
|                | Maurice Bouletreau   | UNR            | 3 806        | 8,41         | Retrait     | Retrait     |  |
|                | Joseph Veysset       | UFF            | 1 696        | 3,75         |             |             |  |
|                |                      |                |              |              |             |             |  |
| Inscrits       | Inscrits             | Inscrits       | 67 398       | 100,00       | 67 404      | 100,00      |  |
| Abstentions    | Abstentions          | Abstentions    | 21 351       | 31,68        | 21 073      | 31,26       |  |
| Votants        | Votants              | Votants        | 46 047       | 68,32        | 46 331      | 68,74       |  |
| Blancs et nuls | Blancs et nuls       | Blancs et nuls | 803          | 1,74         | 1 003       | 2,16        |  |
| Exprimés       | Exprimés             | Exprimés       | 45 244       | 98,26        | 45 328      | 97,84       |  |